# Весткліфф (Колорадо)
Весткліфф (англ. Westcliffe) — місто (англ. town) в США, в окрузі Кастер штату Колорадо. Населення — 435 осіб (2020).

## Географія
Весткліфф розташований за координатами 38°8′3″ пн. ш. 105°27′55″ зх. д. / 38.13417° пн. ш. 105.46528° зх. д. (38.134203, -105.465306).  За даними Бюро перепису населення США в 2010 році місто мало площу 3,20 км², з яких 3,20 км² — суходіл та 0,00 км² — водойми.

## Демографія
Згідно з переписом 2010 року, у місті мешкало 568 осіб у 200 домогосподарствах у складі 122 родин. Густота населення становила 177 осіб/км².  Було 288 помешкань (90/км²).
Расовий склад населення:
| - 91,5 % — білих - 4,9 % — чорних або афроамериканців - 0,5 % — азіатів |

До двох чи більше рас належало 2,6 %. Частка іспаномовних становила 11,4 % від усіх жителів.
За віковим діапазоном населення розподілялося таким чином: 17,4 % — особи молодші 18 років, 69,2 % — особи у віці 18—64 років, 13,4 % — особи у віці 65 років та старші. Медіана віку мешканця становила 42,6 року. На 100 осіб жіночої статі у місті припадало 166,7 чоловіків;  на 100 жінок у віці від 18 років та старших — 189,5 чоловіків також старших 18 років.
Середній дохід на одне домашнє господарство  становив 34 396 доларів США (медіана — 30 833), а середній дохід на одну сім'ю — 45 483 долари (медіана — 43 333). За межею бідності перебувало 20,6 % осіб, у тому числі 17,4 % дітей у віці до 18 років та 16,0 % осіб у віці 65 років та старших.
Цивільне працевлаштоване населення становило 125 осіб. Основні галузі зайнятості: освіта, охорона здоров'я та соціальна допомога — 20,8 %, мистецтво, розваги та відпочинок — 20,0 %, будівництво — 12,8 %, науковці, спеціалісти, менеджери — 9,6 %.